# 페터르 스타위베산트
페터르 스타위베산트(네덜란드어: Peter Stuyvesant, 1612년 ~ 1672년 8월)는 네덜란드의 식민자이자, 뉴네덜란드(현재의 뉴욕주와 인근의 주들)의 마지막 총독이었다.
네덜란드 프리슬란트주 페페르하(Peperga)에서 출생하여 1632년 경에 네덜란드 서인도 회사에 들어가 근무하였다. 1643년에는 그 회사의 운영인이 그를 퀴라소, 아루바 등의 카리브 제도 총독으로 임명하였다. 이듬해 그는 스페인령 세인트마틴 섬의 포획을 시도하다가 실패하여 한쪽 다리를 잃고 말았다.
1646년에 스타위베산트는 카리브 제도와 북아메리카의 모든 네덜란드 령 영토의 총재가 되었다. 1647년 뉴암스테르담(현재의 뉴욕 시)에 도착하여 뉴네덜란드의 통치를 시작하였다. 뉴네덜란드에서 그는 식민지 정부의 무질서와 다른 유럽의 식민지들과의 경계적 분포, 인디언 종족들과의 분쟁을 다루어야 하였다.
곧 그는 몇몇의 원주민 종족들과 함께 화평 조약들을 협상하였다. 1650년에는 뉴잉글랜드 식민자들에게 수많은 분포지를 주기로 동의하면서 식민지의 동쪽 경계선을 설립하였다. 그러나 그는 더 이상의 영국의 확장으로부터 네덜란드의 지배아래의 모든 땅들을 보호하였다. 1655년 뉴스웨덴 식민지 지역을 포획하여 그 지방을 뉴암스테르담이라 명하였고 뉴네덜란드의 일부분으로 만들었다.
스타위베산트는 절대 권력과 함께 다스렸다. 그의 방법들은 가끔 수행에 올려졌으나 그들은 그와 식민자들 사이의 긴장을 일으키고 말았다. 1644년 영국의 군함은 뉴암스테르담의 항복을 명령내렸다. 식민자들은 스토이베산트를 후원하는 데 거부하였고, 그는 강제로 포기해야 하였다. 그는 네덜란드로 망신과 함께 항해하였으나, 후에 뉴욕으로 돌아와 농장 지역(현재 뉴욕시의 바워리 가)에 정착하였다.
1672년 8월 그곳에서 사망하여, 세인트 마크 교회 지대에 안장되었다.

## 같이 보기
- 네덜란드 유대인
- 미국의 식민지 시대
- 페터르 미노이트